# Eburodacrys sexmaculata
Eburodacrys sexmaculata is een keversoort uit de familie van de boktorren (Cerambycidae). De wetenschappelijke naam van de soort werd voor het eerst geldig gepubliceerd in 1790 door Olivier.